# Odón de Buen y del Cos
Odón de Buen y del Cos (Zuera, província de Saragossa, 18 de novembre de 1863 - ciutat de Mèxic, 1945) fou un naturalista aragonès que es va destacar com a fundador de l'Oceanografia espanyola.

## Biografia
Era fill de Mariano de Buen Ropín, sastre de professió, i de Petra del Cos Corroza. Va estudiar amb beca batxillerat a l'institut de Saragossa, ciutat a la qual es va traslladar la família per a facilitar la seva educació. Posteriorment, amb una altra beca, es trasllada a Madrid a cursar la carrera de Ciències Naturals. Pensionat per l'Ajuntament de Zuera, va ampliar estudis amb Máximo Laguna i José Macpherson, amb els quals es va iniciar en els estudis de petrografia a la sierra madrilenya. En aquesta època, i per a ajudar-se econòmicament va començar a fer classes particulars, sent un dels seus alumnes Miguel Primo de Rivera.
Durant aquest període Odón realitza estudis d'herbes i plantes que inclouria més tard als Anales de Historia Natural, publicada en 1883. Al costat de Vicente Castelló van crear l'Anuario Científico Español. Després d'un viatge a la seva terra natal, on el 1885 s'havia declarat una epidèmia de còlera, de la qual va morir el seu pare, cosa que l'obligà a fer-se càrrec de la seva família, Odón tornà a Madrid on va rebre la notica d'haver estat seleccionat per a realitzar investigacions científiques a bord d'una vella fragata, Blanche, supervivent de la batalla del Callao.
Aquest viatge, preparat per la Marina de Guerra, havia estat pensat per a fer la volta al món com a instrucció de guardiamarines, però per raons pressupostàries es va reduir a un viatge en dues etapes: la primera pel nord d'Europa, i la segona pel mediterrani i el nord d'Àfrica. En ambdós viatges, en els quals no van faltar les penalitats, es va formar la vocació oceanogràfica d'Odón de Buen. Durant aquest viatge va recollir importants materials que van servir per a classificar; i entre ells dues espècies d'isòpodes que van ser classificats, en al·lusió a ell, com s Metropontus bueni i Porcelio bueni. Afeccionat a escriure, va relatar les peripècies del viatge en l'obra De Kristanía a Tuggurt, obra que ell va trobar més tard ingènua i plena de defectes, però d'interès per al públic que havia començat a aficionar-se a aquests mena de relats.
Després d'aquest viatge va buscar una estabilitat econòmica que li permetés casar-se, i el 1889, després d'altres intents, va obtenir la càtedra de Zoologia a la Universitat de Barcelona, ja que va ocupar fins a 1911 quan es va traslladar a Madrid. Durant la seva estada a Barcelona va reformar completament l'ensenyament de les ciències a aquesta universitat: va introduir material científic avançat, va establir pràctiques de laboratori i sortides al camp i va establir relacions estretes amb l'Estació Biològica de Banyuls de la Marenda. Els seus extensos manuals explicaven els fenòmens naturals amb plantejaments evolucionistes i sense embuts. Va introduir les doctrines darwinistes a Espanya, però això li va valer l'oposició del cardenal Casañas, que va declarar els seus ensenyaments herètics. L'oposició del cardenal va aconseguir la separació de la càtedra de Odón de Buen, que va ser acollit pel govern francès i que l'atorgà el títol d'oficial d'instrucció pública. Odón participava també en política, difonent idees republicanes i lliurepensadores. Va ser col·laborador de Los Dominicales del Libre Pensamiento que dirigiria Fernando Lozano y Montes, amb la filla de les quals, Rafaela, es va casar el 1889. El matrimoni va tenir sis fills.
Va publicar una Historia Natural completa (Zoologia, Botànica i Geologia) amb il·lustracions i gravats que va tenir gran acceptació tant a Espanya com a Amèrica, malgrat que els sectors més conservadors de l'ensenyament van promoure la prohibició d'aquests llibres com contraris a les doctrines de l'Església catòlica, que els va incloure a l'Índex, però Odón de Buen no imposava els seus llibres, amb el que qualsevol intent d'apartar-los de l'ensenyament oficialment va ser infructuós.
La seva separació de la càtedra va produir nombroses protestes i revoltes entre els estudiants, que van arribar a apedregar la casa del bisbe i la d'altres persones notòries pel seu clericalisme. De Buen va traslladar les seves classes al saló del Centre Federal i va continuar amb les seves sortides al camp, però els disturbis no cessaven i al final, durant les vacances de Nadal, el Govern, aconsellat pel general Valerià Weyler, capità general de Catalunya, va disposar que Odón reprengués les seves classes.
El 1906 va inaugurar un laboratori oceanogràfic a Porto Pi (Mallorca) i més tard altres a Màlaga, Vigo i Santa Cruz de Tenerife, en els quals es van formar generacions d'oceanògrafs. Va fundar més tard l'Institut Espanyol d'Oceanografia, iniciant així el camp de la investigació oceanogràfica a Espanya. A partir de 1908 va realitzar una sèrie de campanyes marítimes a bord de l'Averroes, vaixell ben equipat que pertanyia a la Marina de Guerra, i amb el qual de Buen va poder traçar cartes de navegació, estudiar els fons de l'Estret de Gibraltar i analitzar els corrents, la fauna i la flora mediterrànies. Durant aquest període Odón de Buen va coincidir a l'Escola Moderna de Ferrer Guàrdia amb altres científics, entre els quals hi havia Ramón y Cajal i el Dr. Martínez de Vargas. Va col·laborar en el seu Boletín i es va integrar al seu patronat, va impartir nombroses conferències i va escriure cinc llibres de Ciències Naturals, que van servir de llibres de text en aquest centre.
Senador entre 1907 i 1910, el 1907 va formar part de la Junta per a l'Ampliació d'Estudis. Durant la campanya a les eleccions generals espanyoles de 1907 fou víctima d'un atemptat lerrouxista contra ell i altres dirigents de la Solidaritat Catalana, en el que va resultar ferit de bala Francesc Cambó.
En aquesta època va rebre Odón de Buen nombrosos premis i condecoracions tant nacionals com estrangeres. El 1911 es va traslladar a Madrid on va continuar la seva obra pedagògica defensant sempre l'ensenyament científic, completa i experimental. En aquesta ciutat es va reprendre la seva amistat amb Ramón y Cajal i amb el seu antic alumne Miguel Primo de Rivera. Durant tot aquest temps es va preocupar també per millorar Zuera, aconseguint la creació d'una biblioteca pública. L'escultor Marià Benlliure va modelar un bust per a aquest centre, del que en el seu moment va ser lliurada una reproducció a la Universitat de Saragossa que l'exhibeix en el seu paranimf com a homenatge. Una altra còpia està al mausoleu erigit a Zuera.
Durant la dictadura de Primo de Rivera es va crear la Direcció general de Pesca, a la qual es va agregar l'Institut d'Oceanografia; Odón de Buen va ser nomenat el seu director general conservant aquest càrrec durant la Segona República Espanyola. El 1934 li arriba l'edat de la jubilació després de quaranta-cinc cursos d'ensenyament ininterromput, havent passat per les seves aules 25.000 estudiants. No obstant això, Odón no abandona la investigació.
La Guerra Civil espanyola el sorprèn a Palma treballant en el seu laboratori, i és capturat pels revoltats; més tard és canviat per dos membres de la família de Primo de Rivera. L'octubre de 1938 va ser nomenat president del recentment creat Consejo Superior de Cultura de la República, vinculat amb el Ministeri d'Instrucció Pública i Sanitat de Segundo Blanco. En acabar el conflicte Odón de Buen es troba a Banyuls de la Marenda però marxa de seguida a Mèxic on hi morí el 1945; en aquest país viuen encara la major part dels seus nombrosos descendents. El 2003 les seves restes mortals van ser traslladades a Zuera, el seu poble natal, per a ser inhumats en un mausoleu del cementiri.

## Honors
En l'actualitat un vaixell de l'Institut Oceanogràfic Espanyol duu per nom Odón de Buen.

## Obra
L'obra de Odón de Buen és molt extensa i es troba totalment dispersa degut també a la circumstància de l'exili. A més de la seva obra científica va traduir les memòries de Giuseppe Garibaldi i una biografia de Ignacio Jordán de Asso. La Institución Fernando el Católico i l'Ajuntament de Zuera han iniciat la tasca de recopilar la seva obra, de reeditar alguns dels seus llibres com Síntesis de una vida política y científica, publicat el 1998 i Mis Memorias, encara inèdit. Odón de Buen va redactar les seves memòries a Banyuls amb 76 anys, i foren guardades les quartilles per la seva família, en nombre de 1.177, fins a l'actualitat. La Biblioteca de Zuera ha emprès la tasca de recopilar l'obra de De Buen, comptant ja amb un important fons a la disposició d'estudiosos i investigadors.